# STS-70
STS-70 (ang. Space Transportation System) – dwudziesta pierwsza misja amerykańskiego wahadłowca kosmicznego Discovery i siedemdziesiąta programu lotów wahadłowców.

## Załoga[2]
- Terence Henricks (3)*, dowódca
- Kevin Kregel (1), pilot
- Nancy Currie (2), specjalista misji 2
- Donald A. Thomas (2), specjalista misji 1
- Mary Weber (1), specjalista misji 3

*(liczba w nawiasie oznacza liczbę lotów odbytych przez każdego z astronautów)

## Parametry misji

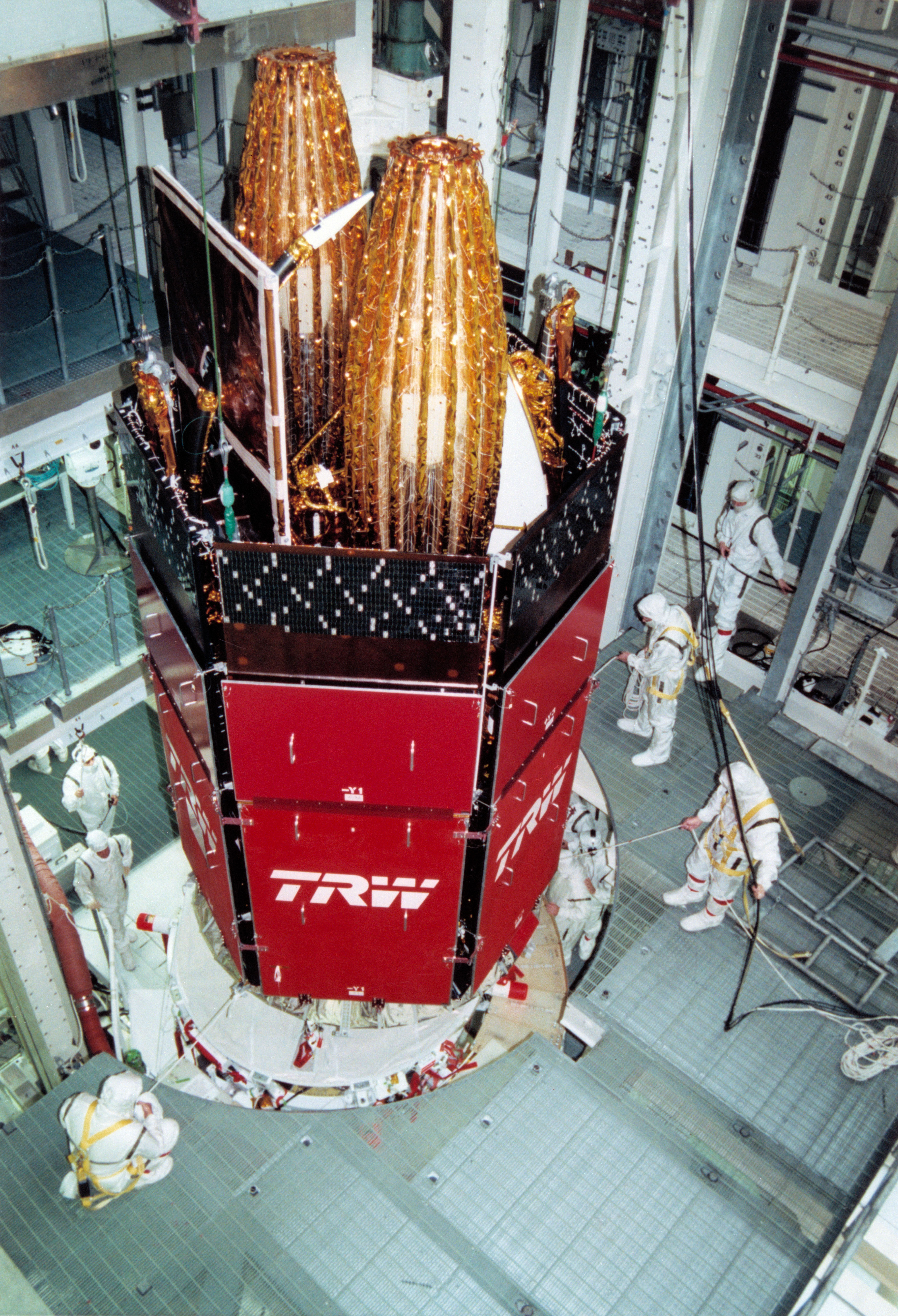
Satelita TDRS-G

## Parametry misji[1]
- Masa:
  - startowa orbitera: – kg
  - lądującego orbitera: – kg
  - ładunku: 20 159 kg
- Perygeum: 257 km
- Apogeum: 257 km
- Inklinacja: 28,45°
- Okres orbitalny: 90,5 min

## Cel misji
Umieszczenie na orbicie satelity telekomunikacyjnego TDRS-7 (TDRS-G).